# Pam Ann

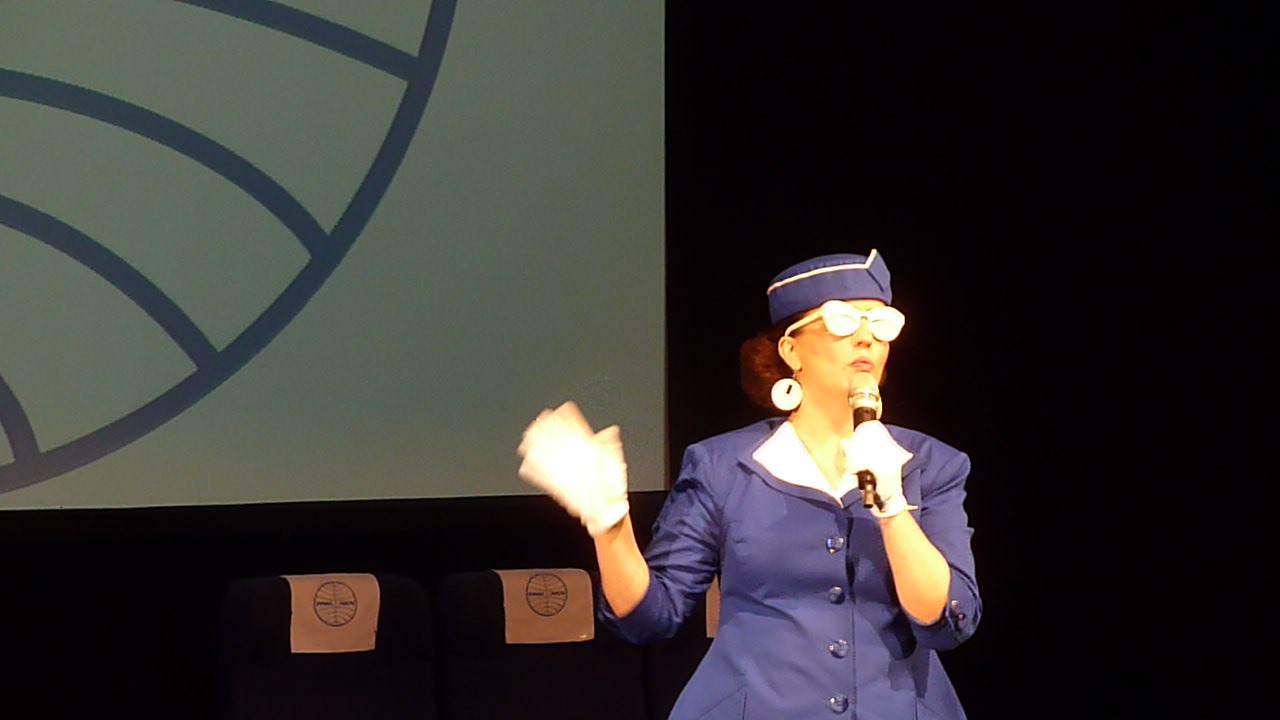

Pam Ann is het stewardess-alter-ego van de Australische comédienne Caroline Reid. Haar optredens richten zich op de nuances van de luchtvaart, haar specialiteit is het uitlichten van de eigenaardigheden van enkele van de grootste internationale luchtvaartmaatschappijen ter wereld. Haar stijl neigt naar groteske humor in de stijl van Dame Edna Everage, Kathy Griffin en Chelsea Handler. Het karakter Pam Ann heeft een cultstatus met fans als Madonna.

## Optredens
Pam Ann is te zien in een reclamecampagne voor British Airways met meer dan 1,25 miljoen weergaven in een periode van 6 weken. Qantas heeft Pam Anns live-dvd Come Fly with Me in hun in-flight programmering. Meest recent werkt Pam Ann nauw samen met JetBlue en zal ook optreden op hun eerste JetPridevlucht. Op 21 april 2010 was ze de hoofdact tijdens de lancering van JetBlues nieuwe reserveringssysteem.
In Australië had Pam Ann haar eigen talkshow, The Pam Ann Show op Foxtel. Ze presenteerde ook een live uitzending rondom Mardi Gras in 2009. Ze heeft verschillende verschijningen gemaakt in tv-programma's zoals Project Runway UK en Britain's Next Top Model.
Pam Ann heeft opgetreden in het London Palladium met twee uitverkochte solovoorstellingen en twee uitverkochte voorstellingen in het Londense Hammersmith Apollo.
Pam Ann heeft opgetreden op de 40ste verjaardag van David Furnish, partner van muzikant Elton John. Ook vergezelde ze Cher tijdens haar afscheidstournee.

## Karakters
- Pam (Pam Ann)
- Lily (Singapore Airlines)
- Valerie (American Airlines)
- Vanity (Virgin Atlantic Airways)
- Mona (British Airways)
- Donna (easyJet)
- Vespa (Alitalia)
- Chantal Jemeladonne (Air France)
- Marcia (Air Jamaica)
- Heidi (Scandinavian Airlines System)
- Conchita Rosa María González Gómez (Iberia Airlines)
- Helga (Lufthansa)
- Malaka Pustis (Olympic Airlines)
- Gloria (Qantas)
- Sarah (Virgin Blue)
- Clodagh (Ryanair)

## Acteerwerk
Caroline maakt een verschijning in de Britse komediefilm Confetti, als een rechter genaamd Minky.